# Robert Brant
Robert „Rob“ James Brant (* 2. Oktober 1990 in Saint Paul, Minnesota, USA) ist ein US-amerikanischer Profiboxer. Von Oktober 2018 bis Juli 2019 war er WBA-Weltmeister im Mittelgewicht.

## Amateurkarriere
Robert Brant begann mit 15 Jahren im White Bear Lake Boxing Club von Minnesota mit dem Boxsport und bestritt im Laufe seiner Amateurkarriere 124 Kämpfe, von denen er 102 gewann.
Im Halbschwergewicht kämpfend gewann er 2008 die US-Juniorenmeisterschaften, 2009 die US-Meisterschaften und 2010 die National Golden Gloves. Weitere Erfolge auf nationaler Ebene waren der Gewinn der Silbermedaille bei den US-Meisterschaften 2010 und einer Bronzemedaille bei den US-Meisterschaften 2012.
Auf internationaler Ebene boxte er bei den Jugend-Weltmeisterschaften 2008 in Guadalajara, wo er gegen Artur Schmidt ausschied, und bei den Weltmeisterschaften 2009 in Mailand, wo er gegen José Larduet unterlag. Zudem bestritt er in der World Series of Boxing 2010/11 drei Kämpfe für das Team Memphis Force.

## Profikarriere
Brant wechselte 2012 in das Profilager und wurde von Greg Cohen Promotions sowie Rapacz Boxing unter Vertrag genommen. Im November 2018 unterzeichnete er zudem einen Co-Promotional Deal mit Top Rank. Trainiert wurde er von Emmett Yanez, sowie Sankara und Adonis Frazier, sein aktueller Trainer ist Eddie Mustafa Muhammad.
Nach 22 Siegen in Folge wurde er im Juli 2017 in das Turnier World Boxing Super Series aufgenommen, wo er am 27. Oktober 2017 im Supermittelgewicht durch eine Punkteniederlage gegen Jürgen Brähmer ausschied.
Am 20. Oktober 2018 besiegte er im Mittelgewicht den japanischen WBA-Weltmeister Ryōta Murata einstimmig nach Punkten und konnte den dadurch gewonnenen Titel am 15. Februar 2019 durch einen TKO-Sieg in der elften Runde gegen Chassan Baissangurow verteidigen. Am 12. Juli 2019 verlor er den Titel in einem Rückkampf durch TKO in der zweiten Runde an Ryōta Murata.
Am 26. Juni 2021 verlor er durch Aufgabe seiner Ringecke nach der achten Runde gegen Schänibek Älimchanuly.